# Maria Teresa de Borbó i d'Àustria
Maria Teresa de Borbó i d'Àustria   (Madrid, 12 de novembre de 1882 - Palau de la Cuesta de la Vega, 23 de setembre de 1912) va ser infanta d'Espanya, segona filla d'Alfons XII i de Maria Cristina d'Àustria.
Va néixer el 12 de novembre, filla d'Alfons XII d'Espanya i de la seva consort, Maria Cristina d'Àustria. Va ser membre de l'Orde de les Dames Nobles de la Reina Maria Lluïsa, de la Creu Estrellada d'Àustria i dels Ordes de Teresa i Santa Elisabet de Baviera.
Es va casar el 12 de gener de 1906 amb el seu cosí germà Ferran de Baviera, fill de Lluís Ferran de Baviera i de la infanta Maria de la Pau de Borbó, naturalitzat espanyol i infant d'Espanya des de 1905.
La parella va tenir quatre fills:
- Lluís Alfons de Baviera (1906-1973).
- Josep Eugeni de Baviera (1909-1966). Es casà amb Maria Solange de Mesia i de Lesseps el 1933.
- Maria de la Mercè de Baviera (1911-1953). Es casà amb el príncep Herackliu de Bragation-Muchransky.
- Maria del Pilar de Baviera (1912-1918) morta a l'edat de sis anys

Va morir el 23 de setembre de 1912.